# Бряг принц Олаф
Бряг принц Олаф (на норвежки: Kronprins Olav Kyst; на английски: Prince Olav Coast) е част от крайбрежието на Източна Антарктида, в най-източната част на Земя кралица Мод, простиращ се между 67°55’ и 68°40 ю.ш. и 40° и 44°40’ и.д. Брегът е разположен в крайната източна част на Земя кралица Мод, покрай брега на море Космонавти, част от Индийския сектор на Южния океан. На запад при нос Флатунга граничи с Брега принц Харалд на Земя кралица Мод, а на изток в района на залива Алашеев – със Земя Ендърби. Крайбрежието му с дължина около 250 km е слабо разчленено като навътре в морето се вдават няколко характерни носове – Флатунга, Омега, Акаруй, Хинода, Акебона и др., а в най-източната му част е заливът Ермак. Континенталната му част е бронирана с дебел леден щит, който на 50 km навътре в сушата нараства до 1500 m, над който се извисяват оголени скали и отделни нунатаки (Окуива, Нибан, Хиноде). В близост до залива Ермак, в който се „влива“ ледникът Карнебреен е разположен „оазисът“ Терешкова.
Брега принц Олаф е открит през януари 1930 г. от норвежкия полярен изследовател Ялмар Рисер-Ларсен и е наименуван от него Бряг принц Олаф в чест на наследствения принц Олаф, след това крал на Норвегия Олаф V. Участниците в експедицията не само откриват цялото крайбрежие на Брега принц Харалд, но извършват и облитане със самолет във вътрешните райони като правят аерофотоснимки. Впоследствие крайбрежието и вътрешните части на региона са детайлно изследвани и топографски заснети предимно от съветски и японски полярни експедиции.